# Meet the Fokkens
Meet the Fokkens —título internacional en inglés, Ouwehoeren título original en neerlandés— es una película neerlandesa de 2011 del género documental. Retrata la vida de Louise y Martine Fokkens, dos gemelas idénticas de 69 años que han ejercido la prostitución en la zona roja de Ámsterdam por más de cincuenta años. La dirección corrió por cuenta de Rob Schröder y Gabrielle Provaas y la distribución Kino Lorber. Se estrenó primero el 18 de noviembre de 2011 en el Festival Internacional de Cine Documental de Ámsterdam y el 1 de diciembre en salas comerciales en su país de origen, aunque recibió mayor exposición cuando se exhibió el 8 de agosto de 2012 en la ciudad de Nueva York, Estados Unidos. Cosechó ventas por más de 30 810 dólares.

## Eventos posteriores
Poco después del estreno del filme, Martine Fokkens se retiró definitivamente de su actividad. Ambas hermanas escribieron un libro con sus memorias titulado The Ladies of Amsterdam (Las damas de Ámsterdam) comercializado en tres países. Asimismo ambas lograron mayor exposición pública gracias al documental y comenzaron a vender sus propias pinturas que retratan la vida en las calles de su ciudad. También aparecieron como invitadas en un segmento especial de la televisión neerlandesa para Navidad, y fueron las anfitrionas de un pequeño bloque dentro de otro programa de televisión donde respondían preguntas de la audiencia relacionadas al sexo.